# Pasiphaea merriami
Pasiphaea merriami är en kräftdjursart som beskrevs av Schmitt 1931. Pasiphaea merriami ingår i släktet Pasiphaea och familjen Pasiphaeidae. Inga underarter finns listade i Catalogue of Life.